# Łączkowski
Łączkowski (forma żeńska: Łączkowska, liczba mnoga: Łączkowscy) – polskie nazwisko.

## Etymologia nazwiska
Utworzone formantem -ski od nazwy miejscowej Łączkowice (dawne województwo piotrkowskie, gmina Masłowice). Notowane od 1553 roku.

## Rody szlacheckie
Nazwiskiem Łączkowski posługiwały się dwa rody szlacheckie. Byli to: Łączkowscy herbu Zadora i Łaczkowscy herbu Nałęcz.

## Demografia
Na początku lat 90. XX wieku w Polsce mieszkało 919 osób o tym nazwisku, najwięcej w dawnym województwie: poznańskim  – 174, włocławskim – 121 i katowickim – 86. W 2017 roku mieszkało w Polsce około 972 osoby o nazwisku Łączkowski, najwięcej w Poznaniu. Podane statystyki nie dotyczą Zadora-Łączkowskich, których w latach 90. XX wieku było w Polsce 13. wszyscy w dawnym województwie koszalińskim. Obecnie w Polsce mieszka 5 osób o nazwisku Zadora-Łączkowski, wszyscy w Koszalinie.